# José Kanté
José Kanté Martínez (Sabadell, 27 settembre 1990) è un ex calciatore spagnolo naturalizzato guineano, di ruolo attaccante.

## Carriera

### Club
Il 14 luglio 2016 viene acquistato a titolo definitivo dalla squadra polacca del Wisła Płock.

### Nazionale
Ha partecipato alla Coppa d'Africa del 2019 ed a quella del 2021.

## Palmarès

### Club

#### Competizioni nazionali
- Campionato polacco: 1

Legia Varsavia: 2019-2020

#### Competizioni internazionali
- AFC Champions League: 1

Urawa Reds: 2022